# 砺石四
砺石四，即金牛座φ（φ Tau，φ Tauri）是一对位于金牛座的双星，距离地球约342光年。
砺石四的主星砺石四A是一颗橙色K-型巨星，视星等为+4.97。它的伴星砺石四B的视星等为8.5，距离主星52角秒。
在中国古代星官系统中，它属于西方白虎七宿中昴宿的星官砺石第四星，这也砺石四名字的来由。